# Claudio Arredondo
Claudio Alejandro Marcelo Arredondo Medina (Santiago, 29 de noviembre de 1962) es un actor de cine, teatro, televisión y político chileno. Entre 2012 y 2021 ejerció como concejal por la comuna de La Florida.

## Carrera
Estudió en la Academia de Actuación de Fernando González.
Debutó como actor en 1982 en la teleserie De cara al mañana de Televisión Nacional de Chile. El mismo año emigra a Canal 13 para ser parte de las exitosas novelas Los títeres y Ángel malo. Luego de un tiempo alejado por un veto, vuelve al 13 para ser parte de Vivir así.
A fines de la década de 1980, fundó el "Teatro de la Esquina" que tenía en cartelera obras de teatro para escolares. La sala tuvo que cerrar el 2000.
Desde 1989 hasta 2010 formó parte del Área Dramátca de TVN, participando en papeles secundarios de las telenovelas A la sombra del ángel, Aquelarre, Amores de mercado, Los treinta, Alguien te mira y Los ángeles de Estela, entre otras. Arredondo es ampliamente conocido por sus múltiples colaboraciones con la directora María Eugenia Rencoret.
Protagonizó la exitosa serie de 2005 Heredia y asociados, por el que recibió el Premio Altazor como Mejor Actor de Televisión en la edición de 2006.
En 2011, después de 22 años, vuelve a Canal 13 para ser uno de los protagonistas de Peleles.
En 2015 emigra al Área Dramática de Mega para participar en la teleserie Papá a la deriva.
En cine debutó en el mediometraje Ángeles de Tatiana Gaviola. También ha sido parte de las películas Negocio redondo, Matar a todos y Casa de remolienda.
Se presentó en las elecciones municipales de noviembre de 2012, donde fue elegido concejal de la comuna de La Florida por el período 2012-2016. Fue reelegido en las elecciones municipales de 2016.

## Vida privada
Es hijo de la actriz Gabriela Medina y de su primer marido, aunque tomó el apellido de su padre adoptivo, el también actor César Arredondo.
En 1986 contrajo matrimonio con la actriz y actual diputada Carolina Marzán, con quien es padre de la también actriz y ministra de las Culturas, las Artes y el Patrimonio, Carolina Arredondo. 
En la década de 1990 tuvo una relación con la actriz Marcela Stangher con quien es padre de María José.
En 2012 contrajo matrimonio con la actriz Ana Luz Figueroa (actualmente separados). Ambos son padres de Teo.

## Filmografía

### Cine
- Ángeles (1988) como Antonio
- Negocio redondo (2001)
- Matar a todos (2007)
- Casa de remolienda (2007) como Óscar Badilla
- Ema (2019)
- Ardiente paciencia (2022) como Pablo Neruda

### Telenovelas
| Año       | Título                   | Papel                | Canal    |
| --------- | ------------------------ | -------------------- | -------- |
| 1982      | De cara al mañana        | Sergio Carrasco      | TVN      |
| 1982      | Bienvenido Hermano Andes | Patricio Villarroel  | Canal 13 |
| 1984      | Los títeres              | Lorenzo Vera         | Canal 13 |
| 1986      | Ángel malo               | Luis Oyarzo          | Canal 13 |
| 1988      | Vivir así                | Junior Mora          | Canal 13 |
| 1989      | A la sombra del ángel    | Ismael Montevera     | TVN      |
| 1990      | El milagro de vivir      | Patricio Moraga      | TVN      |
| 1991      | Volver a empezar         | Patricio Moure       | TVN      |
| 1992      | Trampas y caretas        | Felipito             | TVN      |
| 1994      | Rojo y Miel              | Manuel Jara          | TVN      |
| 1997      | Tic tac                  | Antonio Rojas        | TVN      |
| 1998      | Borrón y cuenta nueva    | Ulises Carvajal      | TVN      |
| 1999      | Aquelarre                | Benito Aranza        | TVN      |
| 2000      | Santo ladrón             | Braulio Gómez        | TVN      |
| 2001      | Amores de mercado        | Basilio Concha       | TVN      |
| 2002      | Purasangre               | Antonio Véliz        | TVN      |
| 2003      | Pecadores                | Eleuterio Carrasco   | TVN      |
| 2004      | Destinos cruzados        | Cristián Salgado     | TVN      |
| 2005      | Los treinta              | Andrés Barraza       | TVN      |
| 2005      | Versus                   | Clemente Fuentealba  | TVN      |
| 2006      | Floribella               | Raúl Carrasco        | TVN      |
| 2007      | Alguien te mira          | Pedro Pablo Peñafiel | TVN      |
| 2007      | Amor por accidente       | Manuel Pacheco       | TVN      |
| 2008      | Hijos del Monte          | Efraín Mardones      | TVN      |
| 2009      | Los ángeles de Estela    | Samuel Rocha         | TVN      |
| 2010      | La familia de al lado    | Nibaldo González     | TVN      |
| 2011      | Peleles                  | Alberto Jara         | Canal 13 |
| 2013      | Las Vegas                | Germán Soto          | Canal 13 |
| 2013–2014 | Secretos en el Jardín    | Braulio Hernández    | Canal 13 |
| 2014      | Valió la pena            | Juan Roca            | Canal 13 |
| 2015–2016 | Papá a la deriva         | Eugenio Padilla      | Mega     |
| 2016–2017 | Ámbar                    | Rogelio Pino         | Mega     |
| 2018      | Si yo fuera rico         | Raúl Inostroza       | Mega     |
| 2019      | Juegos de poder          | Matías Bennet        | Mega     |
| 2021–2022 | Pobre novio              | César García         | Mega     |
| 2022–2023 | Hijos del desierto       | Neftalí González     | Mega     |
| 2024      | Al sur del corazón       | Juan Álvarez         | Mega     |
| 2024–2025 | Nuevo amores de mercado  | Clinton Midesraub    | Mega     |
| 2025–2016 | Aguas de Oro             | Remigio Soto         | Mega     |

### Series y unitarios
| Series y unitarios | Series y unitarios           | Series y unitarios | Series y unitarios |
| Año                | Producción                   | Rol                | Canal              |
| ------------------ | ---------------------------- | ------------------ | ------------------ |
| 1998               | Mi abuelo, mi nana y yo      | Ladrón             | TVN                |
| 1998               | Cuentos Chilenos             | Carlos Romeral     | TVN                |
| 2004               | La vida es una lotería       | Ángel              | TVN                |
| 2005               | Heredia y asociados          | Ernesto Heredia    | TVN                |
| 2005               | Tiempo final: en tiempo real | Rafael             | TVN                |
| 2006               | El día menos pensado         | Patricio           | TVN                |
| 2008               | Aída                         |                    | TVN                |
| 2010               | La Tirana                    | Rufiño             | TVN                |
| 2011               | Cesante                      | Rolando Cuevas     | CHV                |
| 2013               | El hombre de tu vida         | Agustín            | Canal 13           |
| 2013               | Los 80                       | Manuel             | Canal 13           |
| 2015               | Príncipes de barrio          | Germán Vicencio    | Canal 13           |
| 2017               | Neruda                       |                    | Mega               |
| 2017               | Los Buenos Cabros            | El Padre           | Equipo TV          |
| 2020               | Historias de cuarentena      | Roberto            | Mega               |
| 2022               | 42 días en la oscuridad      | Manuel Toledo      | Netflix            |
| 2023               | La sangre del camaleón       | Correa             | TVN                |
| 2023               | Los mil días de Allende      | Radomiro Tomic     | TVN                |

### Obras de teatro

#### Como actor
- A la cabeza del ganado
- Trilogía Equipo
- Te llamas Rosicler
- Ardiente paciencia
- Idiota
- Nuestras mujeres
- Revueltos
- Entre amigos
- Tres noches de un sábado
- Pancho Villa
- Confesiones del pene
- Excusas
- Adela, la mal Pagá
- Por la razón o la fuerza
- Todos tenemos problemas sexuales
- El cepillo de dientes
- Háblame de Laura
- Stand up

#### Como director
- El Soldadito de Plomo
- Acaloradas
- ¿Dónde estará la Jeannette?
- Duros
- Aniversario
- Misterio gozoso

## Historial electoral

### Elecciones municipales de 2012
- Elecciones municipales de 2012, para el concejo municipal de La Florida [5]

(Se consideran sólo los 16 candidatos más votados y concejales electos, de un total de 56 candidatos)
| Candidato                       | Pacto                    | Partido | Votos  | %    | Resultado |
| ------------------------------- | ------------------------ | ------- | ------ | ---- | --------- |
| Marcelo Zunino Poblete          | Coalición                | RN      | 10 153 | 9,97 | Concejal  |
| Eulogia Lavín Infante           | Coalición                | UDI     | 7173   | 7,04 | Concejala |
| Marco Espinoza Cartagena        | Concertación Democrática | PDC     | 6478   | 6,38 | Concejal  |
| Claudio Arredondo Medina        | Concertación Democrática | ILF     | 5390   | 5,29 | Concejal  |
| Oscar Aguilera López            | Coalición                | UDI     | 5287   | 5,19 | Concejal  |
| David Peralta Castro            | Por un Chile justo       | PC      | 5167   | 5,07 | Concejal  |
| Nicanor Herrera Quiroga         | Concertación Democrática | PS      | 5073   | 4,98 | Concejal  |
| Orlando Vidal Duarte            | Coalición                | RN      | 3338   | 3,27 | Concejal  |
| Susana Hernández Collao         | Por un Chile justo       | PC      | 3100   | 3,04 |           |
| Verónica Fuller Padilla         | Concertación Democrática | PDC     | 3071   | 3,01 |           |
| Inés Gallardo Fuentes           | Coalición                | ILH     | 2930   | 2,87 |           |
| Reinaldo Rosales Méndez         | Por un Chile justo       | PPD     | 2775   | 2,72 | Concejal  |
| Verónica Bustos Apablaza        | Por un Chile justo       | PPD     | 2751   | 2,70 |           |
| Sonia Krinfokai Wiehoff         | Coalición                | UDI     | 2620   | 2,57 |           |
| Milette Alejandra López Venegas | Concertación Democrática | PS      | 2478   | 2,43 |           |
| José Luis Alegría Tobar         | El Cambio por Ti         | PRO     | 2422   | 2,37 | Concejal  |

### Elecciones municipales de 2016
- Elecciones municipales de 2016, para el concejo municipal de La Florida[6]

(Se consideran solo los 16 candidatos más votados y concejales electos, de un total de 83 candidatos)
| Candidato                 | Pacto                    | Partido | Votos | %    | Resultado |
| ------------------------- | ------------------------ | ------- | ----- | ---- | --------- |
| Marcelo Zunino Poblete    | Chile Vamos              | RN      | 6742  | 9,03 | Concejal  |
| Nicolás Hurtado Acuña     | Nueva Mayoría            | PC      | 3832  | 5,13 | Concejal  |
| Oscar Aguilera López      | Chile Vamos              | UDI     | 3183  | 4,26 | Concejal  |
| Nicanor Herrera Quiroga   | Nueva Mayoría            | Ind     | 3136  | 4,20 | Concejal  |
| Claudio Arredondo Medina  | Nueva Mayoría            | Ind     | 2878  | 3,86 | Concejal  |
| Marco Espinoza Cartagena  | Nueva Mayoría            | DC      | 2843  | 3,81 |           |
| Eulogia Lavín Infante     | Chile Vamos              | UDI     | 2417  | 3,24 | Concejala |
| Verónica Fuller Padilla   | Chile Vamos              | Ind     | 2126  | 2,85 | Concejala |
| Orlando Vidal Duarte      | Chile Vamos              | RN      | 2075  | 2,78 | Concejal  |
| Carlos Santis Pérez       | Alternativa Democrática  | PH      | 1758  | 2,35 |           |
| José Luis Alegría Tobar   | Chile Vamos              | Ind     | 1665  | 2,23 |           |
| Marcela Abedrapo Iglesias | Nueva Mayoría            | PC      | 1596  | 2,14 | Concejal  |
| Felipe Mancilla Mejías    | Chile Vamos              | RN      | 1518  | 2,03 | Concejal  |
| Verónica Ozimica Parada   | Nueva Mayoría            | DC      | 1489  | 1,99 |           |
| Reinaldo Rosales Méndez   | Nueva Mayoría            | PPD     | 1376  | 1,84 |           |
| Pía Pérez Herrera         | Con la Fuerza del Futuro | Ind     | 1365  | 1,83 |           |